# حكاية من بلدنا (فلم)
حكاية من بلدنا فيلم دراما للمخرج حلمي حليم عام 1969 عن قصة وحوار مجيد طوبيا، الحاصل على وسام العلوم والفنون العام 1979 وجائزة الدولة التقديرية في مجال الآداب العام 2013، الذي كتب السيناريو بالاشتراك مع المخرج. الفيلم من بطولة شكري سرحان، ناهد جبر، عبد الله غيث، وعبد العليم خطاب  وتدور الأحداث حول قرية يسيطر عمدتها على أسعار المحصول الرئيسي مما يدفع شباب الفلاحين لمقاومة تحكم العمدة الظالم الذي يتخلص من منافسيه بتصفيتهم.
صدر الفيلم إلى دور العرض المصرية في 24 فبراير 1969.
كان العرض الأول في دار سينما ميامي  بوسط مدينة القاهرة.
منح موقع قاعدة بيانات الأفلام العربية «السينما.كوم» الفيلم درجة 4.3/ 10.

## طاقم التمثيل
- شكري سرحان: في دور مرسي
- ناهد جبر: في دور زينب
- عبد الله غيث: في دور عوض
- عبد العليم خطاب: حسنين
- صلاح نظمي: في دور العمدة
- عبد العظيم عبد الحق: في دور حسين أبو زينب
- محمود ياسين: في دور ممدوح الشنواني
- محمد أباظة: في دور أحمد
- حسين عسر: في دور الشنواني (والد ممدوح)
- حسين إسماعيل: في دور عطوة
- عبد الغني النجدي: في دور رمضان
- فادية عكاشة: في دور أم فتحي
- علي مصطفى:[10] في دور شمس
- عاطف مكرم:[11] في دور الطفل سعد
- طوسون معتمد: في دور رجل من رجال العمدة

بالاشتراك مع: كمال الشربيني – رشاد إبراهيم – هدى عبده – فتحية علي – محمود كامل – محمد السقا 

## أحداث الفيلم
تدور أحداث الفيلم داخل قرية من قرى ريف مصر وتروي قصة حب الفتاة الجميلة زينب (ناهد جبر) والتي يقع في حبها الفلاح الشاب مرسي (شكري سرحان). كان المحصول الأساسي للقرية هو «الفول» ويحفظ هذا المحصول في حفر داخل الأرض تسمى «مكامير»، تلك المكامير كان يسيطر عليها العمدة الظالم (صلاح نظمي) ويمنع أي شخص من أهل القرية من حفر أو امتلاك أي مكامير لفرض سطوته علي أهل القرية. كان شيخ الغفر حسنين (عبد العليم خطاب) هو العصا التي يقمع بها العمدة أهل القرية. وعندما يتضرر أهل القرية من قلة الأجور وخفض سعر محصول الفول يسارع شيخ الغفر بالتهديد والقمع وتكميم الأفواه. يتقدم أحد شباب القرية لخطبة زينب وعندما يعلم مرسي بالأمر يسارع ويبادر بطلب يدها للزواج دفاعاً عن حبه لها ويوافق علي الخطبة والدها الحاج حسين (عبد العظيم عبد الحق). وسط أحزان أهل القرية وظلم العمدة وبطش شيخ الغفر يطالب أهل القرية مرسي بأن يبني مكامير بأرضه حتى يتخلصوا من سيطرة العمدة الظالم الذي يتحكم في مصائرهم بإمتلاكه بمفرده للمكامير. يوافق مرسي بعد اصرار أهل القرية علي إقامة المكامير بأرضه، لكنه عندما يشرع بالحفر يكون عقابه الضرب المبرح من رجال شيخ الغفر حسنين. ذلك الاعتداء لم يكن سوى دافع لمرسي لأن يكمل البناء وسط دعم أهل القرية وخطيبته زينب له لاستكمال المكامير. يجتمع أهل القرية مع مرسي ليتفقوا علي جمع الأموال حتي يتسني لهم شراء الفول لحفظه في المكامير، ويحفز أهل القرية للمشاركة المادية الشاب المثقف ممدوح (محمود ياسين). من ناحية أخرى يدفع العمدة الطاغية شيخ الغفر حسنين لتأديب أهل القرية حتى يبتعدوا عن مرسي ويتركوه بمفرده في مواجهة العمدة، ويبدأ حسنين بالفعل في تنفيذ أوامر العمدة بترهيب الفلاحين واحداً تلو الآخر حتي يبتعدوا عن مساندة مرسي، لكن أغلب رجال القرية يظلوا على مساندة مرسي. يسافر مرسي لشراء الفول لكن قبل وصول السيارات المحملة بالفول إلى القرية يقطع رجال حسنين الطريق علي السيارات ويمنعوا وصولها للقرية. وهنا يدرك العمدة مدى خطورة مرسي ويقرر التخلص منه فيطلق رجال العمدة الرصاص علي مرسي ليردوه قتيلا.
ينعي أهل القرية بكل الحزن والأسى وتحزن خطيبته زينب بشدة علي فقده ويذهب العمدة لتقديم واجب العزاء في وفاة مرسي إلا أن الشاب ممدوح يصرخ في وجه العمدة قائلاً: «أخونا مرسي مات وكلنا عارفين مين إلي قتله والمشروع اللي مات مرسي بسببه المكامير هيكمل ويستفيد منه أهل القرية وهنبي المدارس والمصانع في البلد.» يطلب الحاج حسين، والد زينب، من أهل القرية التوقيع علي ورقة بأنهم سيكملون مشروع مرسي ويبدأ أهل القرية الموجودون في العزاء التوقيع والختم علي الورقة. يقوم بعض أهالي القرية بجمع الأموال لشراء الفول ليكمروه في مكامير مرسي وبعد أن يشتري الفلاحين الفول ويحفظوه داخل المكامير، يدبر العمدة وشيخ الغفر حسنين مكيدة ويقررا إغراق المكامير بالمياه، وفعلا يحدث ذلك ليلا أثناء إنشغال أهل القرية بزفاف ابنة العمدة. تظهر زينب صامتة مرتدية السواد دليلا وهي ترصد وتراقب ما يحدث بالقرية.
يثور أهل القرية ويقرروا الانتقام من العمدة وشيخ الغفر حسنين، ويخرج أهل القرية تتقدمهم الفتاة زينب في إتجاه بيت العمدة إلا أنه يخاف ويهرع ليحضر السلاح هو وشيخ الغفر الذي كان يخبأه داخل أحد المكامير تحت الأرض ليغلق أحد رجال القرية عليهم المكمورة بالأقفال الحديدية، وهم بداخلها، ويبدأ في غمر الأرض بالمياه ويبدأوا بالصراخ ويصيبهم الهلع وهم وسط الماء داخل الحفرة حتى يلقوا حتفهم غرقاً. وسط زغاريد السيدات وصياح الأطفال والسعادة الغامرة بموت الظالم يسير الرجال نحو زينب التي كانت تقف صامتة كشاهدة على الأحداث. وتتركهم في صمت وتسير بمفردها وسط الطريق وهي متشحة بالسواد إلا أن صمتها ونظرتها الاخيرة كانت تحمل الكثير من المعاني.

## نقد وتعليقات
يقول موقع شبابيك في 4 يونية 2018 أن «حكاية من بلدنا» من إخراج حلمي حليم عام 1969 يؤكد على حتمية النضال لنيل الحرية.
تقول أمل عبد المجيد على موقع مجلة روزاليوسف في 2 فبراير 2016 أن الفيلم يقدم نظرة مستقبلية لثورة ضد الظلم.
قال محمود ياسين في البرنامج التلفزيوني «ساعة صفا» مع صفاء أبو السعود أن مخرج «حكاية من بلدنا» حلمي حليم قال: «ده ح يبقى بطل السينما المصرية... ح تشوفوا محمود ياسين بعد الدور ده.» ولكن الفيلم لم يستمر بسينما «ميامي» سوى أسبوعين ولم يحقق نجاح يذكر.  

## وصلات خارجية
- مقالات تستعمل روابط فنية بلا صلة مع ويكي بيانات
- حكاية من بلدنا على موقع الدهليز